# 蕈類
蕈類（mushroom，toadstool）又稱菇類、蕈菇，是泛稱大型真菌的肉質產孢子實體，其菌絲具橫隔壁，將菌絲分隔成多細胞，受到認為自身有危險的攻擊時，會散播孢子。蕈類於生態系中皆為分解者。
蘑菇通常是对蘑菇属（Agaricus）部分食用菌的总称，常见的包括双孢蘑菇（Agaricus bisporus）、大肥菇（Agaricus bitorquis）、四孢蘑菇（Agaricus campestris）等；一般栽培的蘑菇是指双孢蘑菇。海南发现世界最大真菌子实体——椭圆嗜蓝孢孔菌。

## 分類

### 科學分類
多數真菌（並非指菇類）按科學分類可分為以下主要幾類：
- 子囊菌門：子囊孢子是這類真菌的有性生殖之孢子，因為這類真菌的孢子是在子囊中產生，所以稱為子囊孢子。日常生活中熟知的酵母菌、羊肚菌、冬蟲夏草及真菌與藻類共生的地衣…等等，都是這一類的真菌。
- 擔子菌門：這類真菌在子實層中會產生有性生殖之擔子柄及擔孢子，日常生活中所熟悉的食用真菌及藥用真菌多屬這一類，如香菇、木耳、靈芝、桑黃、金針菇，而食用的筊白筍亦是擔子菌的菇黑穗菌感染菰草後，刺激菰草的莖基部澎大，變形成我們食用的筊白筍。另外與微管束植物形成共生關係的外生菌根菌亦是擔子菌的成員。
- 接合菌門：此一類的真菌的主要特徵是菌絲體不具隔板，無性生殖的分生孢子位於菌絲末端之孢子囊，有性生殖會產生接合孢子。常見的如麵包黴、水玉黴，會與植物產生共生關係的內生菌根菌都是這一類的真菌。

### 形態分類
按形態分類則可分為5類：
- 褶菌類：孢子生長在菌褶內，典型傘狀，菇體有菌蓋、菌褶、菌柄，質地較軟，如香菇、洋菇。
- 非褶菌類：無菌褶，孢子在菌孔內，常呈扇形，無柄或短柄，生長速度較慢，質地較硬，如靈芝、茯苓。
- 腹菌類：子實層包裹在蕈體內，孢子成熟後，菇體會破裂釋出孢子，如鬼筆、地星。
- 膠質菌類：擔子柄分隔，菇體呈柔軟膠質狀，乾燥時會緊縮，如木耳、銀耳。
- 子囊菌類：孢子生長在子囊內，形體尺寸差距大，如冬蟲夏草、盤菌。

## 繁殖
菇類通常行孢子生殖；孢子萌發後，其產生的菌絲是有橫隔壁的單核菌絲。正、負交配型的單核菌絲相遇後，經接合成為雙核菌絲，然後才發育成為菇類的子實體。
子實體由菌傘和菌柄所組成。菌傘的腹面具有菌褶，成熟時經減數分裂可產生孢子。

## 應用
許多菇類可被當作食品，如香菇、洋菇、金針菇、松茸、松露和木耳等。
某些菇類亦具有醫療價值，如靈芝、雲芝、桑黃、茯苓及冬蟲夏草等。藥用真菌如桑黃、靈芝、樟芝等多富含多醣體及三萜類化合物；在傳統醫學的觀點，認為有解毒、活血、增強免疫力、消炎、抗癌、延年益壽等功效，至於實際的功效仍需要進一步的研究。

## 毒菇

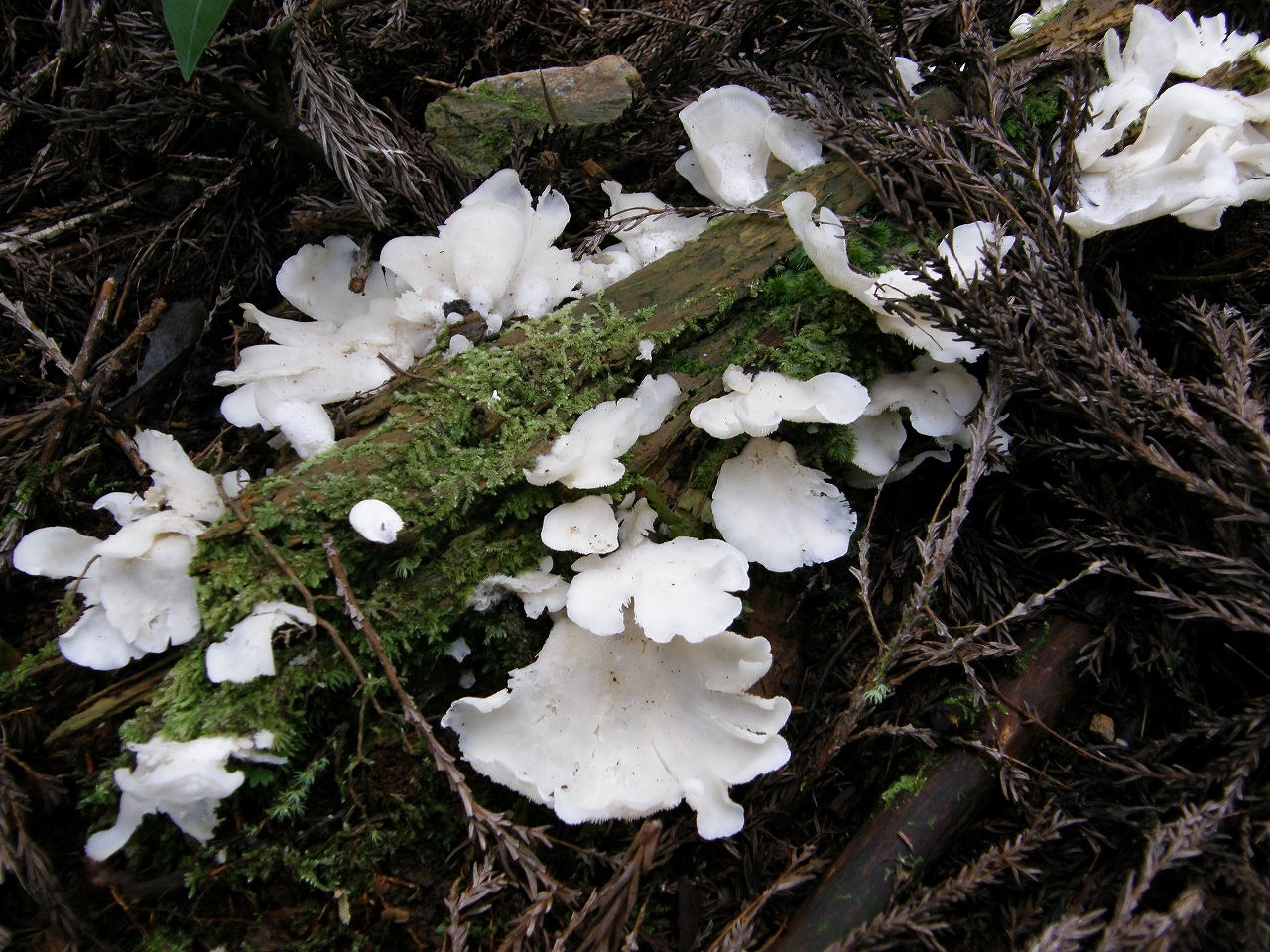
以前認為是食用菇，現在被認定有毒的貝形圓孢側耳

相對於食用菇，也有許多對人類有害的毒菇；已知的如：有致命毒性的鱗柄白毒鵝膏菌、毒鵝膏、苞腳鵝膏菌、擬稀褶紅菇、火焰茸，會造成神經系統異常的豹斑毒傘、毒蠅傘、橘黃裸傘，會影響腸胃消化系統的褐黑口蘑、綠褶菇、毒粉褶菌等。
毒菌會造成許多的中毒症狀（蕈類中毒）：食用造成嘔吐、腹痛、下痢、痙攣、昏睡、幻覺等，最嚴重時可能導致死亡。也有過一段時間後會造成身體麻痺的。還有食用前後一段時間內有飲用酒類就會造成中毒的品種。
沒有經驗者自行摘採野生的菇類來食用是非常危險的行為，目前並沒有簡單的方法可以直接判定蕈類是否可食。毒菇中有許多品種與食用菇非常相像。也有毒性雖然弱但仍會造成嚴重症狀者（例如日本亮耳菌這種弱毒性的品種，也有造成死亡的案例）。自然界中仍有許多仍未有研究的蕈類存在，且沒有毒性的品種在不同的地方也可能產生毒性，或是以往研究不充分而認為是食用蕈、近年才發現有毒（如貝形圓孢側耳）。
某些原食用菇的人工培植地棄置後，也有可能另外生長出其他品種、甚至是有毒的菇類。

### 类型
蘑菇中毒可分成6种情况：
1. 胃肠中毒：通常的中毒症状是强烈恶心、呕吐，腹痛、腹泻等，[3]毒粉褶菌、臭黄菇和毛头乳菇，黄粘盖牛肝菌和粉红枝瑚菌等毒蘑菇可引起此类型中毒。
2. 精神错乱：中毒症状是精神兴奋，精神错乱或精神抑制等神经性症状。[4]如毒蝇鹅膏菌、半卵形斑褶菇中毒后可引起幻觉反应。
3. 溶血型：主要症状是在1-2天内发生溶血性贫血，症状是突然寒顫，发热，腹疼头疼，腰背肢体疼，面色苍白，恶心，呕吐全身虚弱无力，烦躁不安和气促。此类中毒症状主要由鹿花菌引起。
4. 肝脏损害：引起这类中毒有关的种约20余种。除上述已提到含毒肽、毒伞肽的种类外，如环柄菇属的某些种。
5. 呼吸与循环衰竭：引起这种类型的毒蘑菇主要是亚稀褶黑菇。
6. 光过敏性皮炎型：如叶状耳盘菌。

### 辨識方法

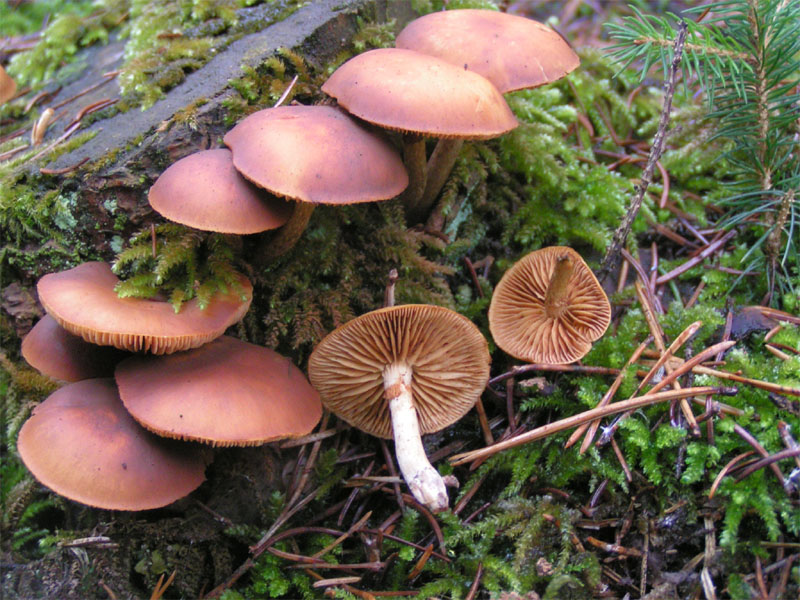
毒菇不一定色彩鮮艷（紋緣盔孢傘）

毒菇並沒有非常確切的辨識方法。「會裂開的菇就是食用菇」、「毒菇的顏色都很鮮艷所以顏色不顯眼、味道不錯的菇類就可以吃」、「不會讓銀器變色的就可以吃」、「被蟲吃過的菇就可以吃」、「泡鹽水或加鹽煮過就可以去掉毒素」等，都是被实验否定的說法，絕對不能當作實際的判斷根據。例如毒性極高的紅褐杯傘就顏色不顯眼、常裂開來。要確認是否可食、有沒有毒，除了根據菇類的品種外，還要考慮生長的地區。不過，實際上多數菇類中毒案例都是將已知的有毒品種錯認為無毒種而造成，事先若能做過確認大多都能避免。